# Nimruz
Nimruz of Nīmrōz (Pasjtoe: نیمروز) is een van de 34 provincies van Afghanistan, heeft een oppervlakte van 41.000 km² en een geschat aantal inwoners van 138.500 (2006). De hoofdstad van de provincie is Zaranj.

## Geografie
Nīmrōz ligt in het zuidwesten van het land en grenst aan Iran (Sistan en Beloetsjistan) en Pakistan (Beloetsjistan). Binnen Afghanistan wordt de provincie in noorden begrensd door Farāh en in het oosten door de provincie Helmand.

## Demografie
Nīmrōz is de dunstbevolkte provincie van het land. De grootste groep inwoners zijn de Beloetsjen op de voet gevolgd door de Pathanen. Het grootste deel van de provincie bestaat uit het woestijngebied van Dashti Margo.

### Talen
De talen die het meest gesproken worden zijn Pasjtoe, Beloetsji en Dari.

## Bestuurlijke indeling
De provincie Nīmrōz is onderverdeeld in vijf districten:
- Chahar Burjak, met 78 plaatsen
- Chakhansur, met 72 plaatsen
- Kang, met 133 plaatsen
- Khash Rod, met 47 plaatsen
- Zaranj, met 97 plaatsen

Het totaal aantal plaatsen in Nīmrōz is 427.
Badakhshān · Bādghīs · Baghlān · Balkh · Bāmyān · Dāykundī · Farāh · Fāryāb · Ghaznī · Ghōr · Helmand · Herāt · Jowzjān · Kābul · Kandahār · Kāpīsā · Khōst · Kunar · Kunduz · Laghmān · Lōgar · Nangarhār · Nīmrōz · Nūristān · Paktiyā · Paktīkā · Panjshayr · Parwān · Samangān · Sar-e Pul · Takhār · Uruzgān · Wardak · Zābul